# Kinotawr
Kinotawr (ros. Открытый российский кинофестиваль «Кинотавр», ОРКФ «Кинотавр») – rosyjski festiwal filmowy, odbywający się od 1991 r. w Soczi. Organizatorami festiwalu są: Oleg Jankowski i Mark Rudensztajn.

## Nagrody
Nagrody przyznawane są w następujących kategoriach:
- Nagroda główna (Главный приз)
- Nagroda za najlepszą reżyserię (Приз за лучшую режиссуру)
- Nagroda za najlepszy debiut (Приз за лучший дебют)
- Nagroda dla najlepszej aktorki (Приз за лучшую женскую роль)
- Nagroda dla najlepszego aktora (Приз за лучшую мужскую роль)
- Nagroda dla najlepszego operatora (Приз за лучшую операторскую работу)
- Nagroda im. G. Gorina za najlepszy scenariusz (Приз им. Г. Горина «За лучший сценарий»)
- Nagroda im. M. Tariwerdijewa za najlepszą muzykę filmową (Приз им. М. Таривердиева «За лучшую музыку к фильму»)
- Nagroda konkursu filmów krótkometrażowych (Приз конкурса «Кинотавр. Короткий метр»)